# Mr. Gilfil's Love Story
Mr. Gilfil's Love Story (1920) este un film mut britanic dramă regizat de A.V. Bramble cu actorii R. Henderson Bland, Mary Odette și Peter Upcher în rolurile principale. Scenariul se bazează pe povestirea din 1857 Mr. Gilfil's Love Story de George Eliot, lucrare din „Scene din viața unui cleric” (Scenes of Clerical Life).

## Distribuția
- R. Henderson Bland - Maynard Gilfil
- Mary Odette - Caterina
- Peter Upcher - Anthony Wybrow
- Dora De Winton - Lady Clevere
- A. Harding Steerman - Sir Christopher Chever
- Aileen Bagot - Beatrice Asscher
- Norma Whalley - Lady Asscher
- John Boella - Signor Sarti
- Irene Drew - Dorcas
- Robert Clifton - Knott